# Họ Cỏ kiệu
Họ Cỏ kiệu (danh pháp khoa học: Cymodoceaceae) là một họ thực vật có hoa. Nhiều nhà phân loại học công nhận họ này.
Hệ thống APG II năm 2003 (không thay đổi từ hệ thống APG năm 1998), cũng công nhận họ này và đặt nó trong bộ Trạch tả (Alismatales) của nhánh monocots=[thực vật một lá mầm]. Theo APG II, họ này có khoảng 16 loài cỏ biển phân bổ trong 5 chi, sinh sống trong khu vực biển thuộc vùng nhiệt đới.
Cũng theo website của APG thì người ta nghi vấn về việc họ Cỏ kim (Ruppiaceae) có đủ khác biệt để coi là một họ tách biệt hay không, tuy nhiên người ta nhận thấy các loài trong các họ Cymodoceaceae, Posidoniaceae và Ruppiaceae tạo thành một nhóm đơn ngành. 

## Các chi
- Amphibolis C.Agardh (bao gồm cả Pectinella):
- Cymodocea K.Koenig (bao gồm cả Phycoschoenus): Cỏ kiệu
- Halodule Endl. (bao gồm cả Diplanthera): Cỏ hẹ
- Syringodium Kutz.: Cỏ năn biển
- Thalassodendron Hartog: Cỏ đốt tre
- Graumuellera Rchb.?: Một loài (Graumuellera antarctica) nhưng không chỉ rõ nơi sống.

## Phát sinh chủng loài
Cây phát sinh chủng loài dưới đây lấy theo APG II, với họ Maundiaceae vẫn nằm trong họ Juncaginaceae còn họ Limnocharitaceae vẫn đứng độc lập.
|  | Hydrocharitaceae |
|  |                  |
|  | Butomaceae       |
|  |                  |

| Alismataceae s.l. | \| \| Alismataceae s.s. \| \| \| \| \| \| Limnocharitaceae \| \| \| \| |
|                   | \| \| Alismataceae s.s. \| \| \| \| \| \| Limnocharitaceae \| \| \| \| |
|                   | Alismataceae s.s.                                                      |
|                   |                                                                        |
|                   | Limnocharitaceae                                                       |
|                   |                                                                        |

|  | Alismataceae s.s. |
|  |                   |
|  | Limnocharitaceae  |
|  |                   |

|  | Hydrocharitaceae |
|  |                  |
|  | Butomaceae       |
|  |                  |

| Alismataceae s.l. | \| \| Alismataceae s.s. \| \| \| \| \| \| Limnocharitaceae \| \| \| \| |
|                   | \| \| Alismataceae s.s. \| \| \| \| \| \| Limnocharitaceae \| \| \| \| |
|                   | Alismataceae s.s.                                                      |
|                   |                                                                        |
|                   | Limnocharitaceae                                                       |
|                   |                                                                        |

|  | Alismataceae s.s. |
|  |                   |
|  | Limnocharitaceae  |
|  |                   |

|  | Posidoniaceae                                                |
|  |                                                              |
|  | \| \| Ruppiaceae \| \| \| \| \| \| Cymodoceaceae \| \| \| \| |
|  |                                                              |
|  | Ruppiaceae                                                   |
|  |                                                              |
|  | Cymodoceaceae                                                |
|  |                                                              |

|  | Ruppiaceae    |
|  |               |
|  | Cymodoceaceae |
|  |               |

|  | Zosteraceae      |
|  |                  |
|  | Potamogetonaceae |
|  |                  |

|  | Posidoniaceae                                                |
|  |                                                              |
|  | \| \| Ruppiaceae \| \| \| \| \| \| Cymodoceaceae \| \| \| \| |
|  |                                                              |
|  | Ruppiaceae                                                   |
|  |                                                              |
|  | Cymodoceaceae                                                |
|  |                                                              |

|  | Ruppiaceae    |
|  |               |
|  | Cymodoceaceae |
|  |               |

|  | Zosteraceae      |
|  |                  |
|  | Potamogetonaceae |
|  |                  |

|  | Posidoniaceae                                                |
|  |                                                              |
|  | \| \| Ruppiaceae \| \| \| \| \| \| Cymodoceaceae \| \| \| \| |
|  |                                                              |
|  | Ruppiaceae                                                   |
|  |                                                              |
|  | Cymodoceaceae                                                |
|  |                                                              |

|  | Ruppiaceae    |
|  |               |
|  | Cymodoceaceae |
|  |               |

|  | Zosteraceae      |
|  |                  |
|  | Potamogetonaceae |
|  |                  |

|  | Posidoniaceae                                                |
|  |                                                              |
|  | \| \| Ruppiaceae \| \| \| \| \| \| Cymodoceaceae \| \| \| \| |
|  |                                                              |
|  | Ruppiaceae                                                   |
|  |                                                              |
|  | Cymodoceaceae                                                |
|  |                                                              |

|  | Ruppiaceae    |
|  |               |
|  | Cymodoceaceae |
|  |               |

|  | Zosteraceae      |
|  |                  |
|  | Potamogetonaceae |
|  |                  |

|  | Posidoniaceae                                                |
|  |                                                              |
|  | \| \| Ruppiaceae \| \| \| \| \| \| Cymodoceaceae \| \| \| \| |
|  |                                                              |
|  | Ruppiaceae                                                   |
|  |                                                              |
|  | Cymodoceaceae                                                |
|  |                                                              |

|  | Ruppiaceae    |
|  |               |
|  | Cymodoceaceae |
|  |               |

|  | Zosteraceae      |
|  |                  |
|  | Potamogetonaceae |
|  |                  |

|  | Posidoniaceae                                                |
|  |                                                              |
|  | \| \| Ruppiaceae \| \| \| \| \| \| Cymodoceaceae \| \| \| \| |
|  |                                                              |
|  | Ruppiaceae                                                   |
|  |                                                              |
|  | Cymodoceaceae                                                |
|  |                                                              |

|  | Ruppiaceae    |
|  |               |
|  | Cymodoceaceae |
|  |               |

|  | Zosteraceae      |
|  |                  |
|  | Potamogetonaceae |
|  |                  |

|  | Posidoniaceae                                                |
|  |                                                              |
|  | \| \| Ruppiaceae \| \| \| \| \| \| Cymodoceaceae \| \| \| \| |
|  |                                                              |
|  | Ruppiaceae                                                   |
|  |                                                              |
|  | Cymodoceaceae                                                |
|  |                                                              |

|  | Ruppiaceae    |
|  |               |
|  | Cymodoceaceae |
|  |               |

|  | Zosteraceae      |
|  |                  |
|  | Potamogetonaceae |
|  |                  |

|  | Posidoniaceae                                                |
|  |                                                              |
|  | \| \| Ruppiaceae \| \| \| \| \| \| Cymodoceaceae \| \| \| \| |
|  |                                                              |
|  | Ruppiaceae                                                   |
|  |                                                              |
|  | Cymodoceaceae                                                |
|  |                                                              |

|  | Ruppiaceae    |
|  |               |
|  | Cymodoceaceae |
|  |               |

|  | Zosteraceae      |
|  |                  |
|  | Potamogetonaceae |
|  |                  |

|  | Posidoniaceae                                                |
|  |                                                              |
|  | \| \| Ruppiaceae \| \| \| \| \| \| Cymodoceaceae \| \| \| \| |
|  |                                                              |
|  | Ruppiaceae                                                   |
|  |                                                              |
|  | Cymodoceaceae                                                |
|  |                                                              |

|  | Ruppiaceae    |
|  |               |
|  | Cymodoceaceae |
|  |               |

|  | Zosteraceae      |
|  |                  |
|  | Potamogetonaceae |
|  |                  |

|  | Posidoniaceae                                                |
|  |                                                              |
|  | \| \| Ruppiaceae \| \| \| \| \| \| Cymodoceaceae \| \| \| \| |
|  |                                                              |
|  | Ruppiaceae                                                   |
|  |                                                              |
|  | Cymodoceaceae                                                |
|  |                                                              |

|  | Ruppiaceae    |
|  |               |
|  | Cymodoceaceae |
|  |               |

|  | Zosteraceae      |
|  |                  |
|  | Potamogetonaceae |
|  |                  |

|  | Posidoniaceae                                                |
|  |                                                              |
|  | \| \| Ruppiaceae \| \| \| \| \| \| Cymodoceaceae \| \| \| \| |
|  |                                                              |
|  | Ruppiaceae                                                   |
|  |                                                              |
|  | Cymodoceaceae                                                |
|  |                                                              |

|  | Ruppiaceae    |
|  |               |
|  | Cymodoceaceae |
|  |               |

|  | Zosteraceae      |
|  |                  |
|  | Potamogetonaceae |
|  |                  |

|  | Posidoniaceae                                                |
|  |                                                              |
|  | \| \| Ruppiaceae \| \| \| \| \| \| Cymodoceaceae \| \| \| \| |
|  |                                                              |
|  | Ruppiaceae                                                   |
|  |                                                              |
|  | Cymodoceaceae                                                |
|  |                                                              |

|  | Ruppiaceae    |
|  |               |
|  | Cymodoceaceae |
|  |               |

|  | Zosteraceae      |
|  |                  |
|  | Potamogetonaceae |
|  |                  |

|  | Posidoniaceae                                                |
|  |                                                              |
|  | \| \| Ruppiaceae \| \| \| \| \| \| Cymodoceaceae \| \| \| \| |
|  |                                                              |
|  | Ruppiaceae                                                   |
|  |                                                              |
|  | Cymodoceaceae                                                |
|  |                                                              |

|  | Ruppiaceae    |
|  |               |
|  | Cymodoceaceae |
|  |               |

|  | Zosteraceae      |
|  |                  |
|  | Potamogetonaceae |
|  |                  |

|  | Posidoniaceae                                                |
|  |                                                              |
|  | \| \| Ruppiaceae \| \| \| \| \| \| Cymodoceaceae \| \| \| \| |
|  |                                                              |
|  | Ruppiaceae                                                   |
|  |                                                              |
|  | Cymodoceaceae                                                |
|  |                                                              |

|  | Ruppiaceae    |
|  |               |
|  | Cymodoceaceae |
|  |               |

|  | Zosteraceae      |
|  |                  |
|  | Potamogetonaceae |
|  |                  |

|  | Posidoniaceae                                                |
|  |                                                              |
|  | \| \| Ruppiaceae \| \| \| \| \| \| Cymodoceaceae \| \| \| \| |
|  |                                                              |
|  | Ruppiaceae                                                   |
|  |                                                              |
|  | Cymodoceaceae                                                |
|  |                                                              |

|  | Ruppiaceae    |
|  |               |
|  | Cymodoceaceae |
|  |               |

|  | Zosteraceae      |
|  |                  |
|  | Potamogetonaceae |
|  |                  |

|  | Posidoniaceae                                                |
|  |                                                              |
|  | \| \| Ruppiaceae \| \| \| \| \| \| Cymodoceaceae \| \| \| \| |
|  |                                                              |
|  | Ruppiaceae                                                   |
|  |                                                              |
|  | Cymodoceaceae                                                |
|  |                                                              |

|  | Ruppiaceae    |
|  |               |
|  | Cymodoceaceae |
|  |               |

|  | Zosteraceae      |
|  |                  |
|  | Potamogetonaceae |
|  |                  |

|  | Hydrocharitaceae |
|  |                  |
|  | Butomaceae       |
|  |                  |

| Alismataceae s.l. | \| \| Alismataceae s.s. \| \| \| \| \| \| Limnocharitaceae \| \| \| \| |
|                   | \| \| Alismataceae s.s. \| \| \| \| \| \| Limnocharitaceae \| \| \| \| |
|                   | Alismataceae s.s.                                                      |
|                   |                                                                        |
|                   | Limnocharitaceae                                                       |
|                   |                                                                        |

|  | Alismataceae s.s. |
|  |                   |
|  | Limnocharitaceae  |
|  |                   |

|  | Hydrocharitaceae |
|  |                  |
|  | Butomaceae       |
|  |                  |

| Alismataceae s.l. | \| \| Alismataceae s.s. \| \| \| \| \| \| Limnocharitaceae \| \| \| \| |
|                   | \| \| Alismataceae s.s. \| \| \| \| \| \| Limnocharitaceae \| \| \| \| |
|                   | Alismataceae s.s.                                                      |
|                   |                                                                        |
|                   | Limnocharitaceae                                                       |
|                   |                                                                        |

|  | Alismataceae s.s. |
|  |                   |
|  | Limnocharitaceae  |
|  |                   |

|  | Posidoniaceae                                                |
|  |                                                              |
|  | \| \| Ruppiaceae \| \| \| \| \| \| Cymodoceaceae \| \| \| \| |
|  |                                                              |
|  | Ruppiaceae                                                   |
|  |                                                              |
|  | Cymodoceaceae                                                |
|  |                                                              |

|  | Ruppiaceae    |
|  |               |
|  | Cymodoceaceae |
|  |               |

|  | Zosteraceae      |
|  |                  |
|  | Potamogetonaceae |
|  |                  |

|  | Posidoniaceae                                                |
|  |                                                              |
|  | \| \| Ruppiaceae \| \| \| \| \| \| Cymodoceaceae \| \| \| \| |
|  |                                                              |
|  | Ruppiaceae                                                   |
|  |                                                              |
|  | Cymodoceaceae                                                |
|  |                                                              |

|  | Ruppiaceae    |
|  |               |
|  | Cymodoceaceae |
|  |               |

|  | Zosteraceae      |
|  |                  |
|  | Potamogetonaceae |
|  |                  |

|  | Posidoniaceae                                                |
|  |                                                              |
|  | \| \| Ruppiaceae \| \| \| \| \| \| Cymodoceaceae \| \| \| \| |
|  |                                                              |
|  | Ruppiaceae                                                   |
|  |                                                              |
|  | Cymodoceaceae                                                |
|  |                                                              |

|  | Ruppiaceae    |
|  |               |
|  | Cymodoceaceae |
|  |               |

|  | Zosteraceae      |
|  |                  |
|  | Potamogetonaceae |
|  |                  |

|  | Posidoniaceae                                                |
|  |                                                              |
|  | \| \| Ruppiaceae \| \| \| \| \| \| Cymodoceaceae \| \| \| \| |
|  |                                                              |
|  | Ruppiaceae                                                   |
|  |                                                              |
|  | Cymodoceaceae                                                |
|  |                                                              |

|  | Ruppiaceae    |
|  |               |
|  | Cymodoceaceae |
|  |               |

|  | Zosteraceae      |
|  |                  |
|  | Potamogetonaceae |
|  |                  |

|  | Posidoniaceae                                                |
|  |                                                              |
|  | \| \| Ruppiaceae \| \| \| \| \| \| Cymodoceaceae \| \| \| \| |
|  |                                                              |
|  | Ruppiaceae                                                   |
|  |                                                              |
|  | Cymodoceaceae                                                |
|  |                                                              |

|  | Ruppiaceae    |
|  |               |
|  | Cymodoceaceae |
|  |               |

|  | Zosteraceae      |
|  |                  |
|  | Potamogetonaceae |
|  |                  |

|  | Posidoniaceae                                                |
|  |                                                              |
|  | \| \| Ruppiaceae \| \| \| \| \| \| Cymodoceaceae \| \| \| \| |
|  |                                                              |
|  | Ruppiaceae                                                   |
|  |                                                              |
|  | Cymodoceaceae                                                |
|  |                                                              |

|  | Ruppiaceae    |
|  |               |
|  | Cymodoceaceae |
|  |               |

|  | Zosteraceae      |
|  |                  |
|  | Potamogetonaceae |
|  |                  |

|  | Posidoniaceae                                                |
|  |                                                              |
|  | \| \| Ruppiaceae \| \| \| \| \| \| Cymodoceaceae \| \| \| \| |
|  |                                                              |
|  | Ruppiaceae                                                   |
|  |                                                              |
|  | Cymodoceaceae                                                |
|  |                                                              |

|  | Ruppiaceae    |
|  |               |
|  | Cymodoceaceae |
|  |               |

|  | Zosteraceae      |
|  |                  |
|  | Potamogetonaceae |
|  |                  |

|  | Posidoniaceae                                                |
|  |                                                              |
|  | \| \| Ruppiaceae \| \| \| \| \| \| Cymodoceaceae \| \| \| \| |
|  |                                                              |
|  | Ruppiaceae                                                   |
|  |                                                              |
|  | Cymodoceaceae                                                |
|  |                                                              |

|  | Ruppiaceae    |
|  |               |
|  | Cymodoceaceae |
|  |               |

|  | Zosteraceae      |
|  |                  |
|  | Potamogetonaceae |
|  |                  |

|  | Posidoniaceae                                                |
|  |                                                              |
|  | \| \| Ruppiaceae \| \| \| \| \| \| Cymodoceaceae \| \| \| \| |
|  |                                                              |
|  | Ruppiaceae                                                   |
|  |                                                              |
|  | Cymodoceaceae                                                |
|  |                                                              |

|  | Ruppiaceae    |
|  |               |
|  | Cymodoceaceae |
|  |               |

|  | Zosteraceae      |
|  |                  |
|  | Potamogetonaceae |
|  |                  |

|  | Posidoniaceae                                                |
|  |                                                              |
|  | \| \| Ruppiaceae \| \| \| \| \| \| Cymodoceaceae \| \| \| \| |
|  |                                                              |
|  | Ruppiaceae                                                   |
|  |                                                              |
|  | Cymodoceaceae                                                |
|  |                                                              |

|  | Ruppiaceae    |
|  |               |
|  | Cymodoceaceae |
|  |               |

|  | Zosteraceae      |
|  |                  |
|  | Potamogetonaceae |
|  |                  |

|  | Posidoniaceae                                                |
|  |                                                              |
|  | \| \| Ruppiaceae \| \| \| \| \| \| Cymodoceaceae \| \| \| \| |
|  |                                                              |
|  | Ruppiaceae                                                   |
|  |                                                              |
|  | Cymodoceaceae                                                |
|  |                                                              |

|  | Ruppiaceae    |
|  |               |
|  | Cymodoceaceae |
|  |               |

|  | Zosteraceae      |
|  |                  |
|  | Potamogetonaceae |
|  |                  |

|  | Posidoniaceae                                                |
|  |                                                              |
|  | \| \| Ruppiaceae \| \| \| \| \| \| Cymodoceaceae \| \| \| \| |
|  |                                                              |
|  | Ruppiaceae                                                   |
|  |                                                              |
|  | Cymodoceaceae                                                |
|  |                                                              |

|  | Ruppiaceae    |
|  |               |
|  | Cymodoceaceae |
|  |               |

|  | Zosteraceae      |
|  |                  |
|  | Potamogetonaceae |
|  |                  |

|  | Posidoniaceae                                                |
|  |                                                              |
|  | \| \| Ruppiaceae \| \| \| \| \| \| Cymodoceaceae \| \| \| \| |
|  |                                                              |
|  | Ruppiaceae                                                   |
|  |                                                              |
|  | Cymodoceaceae                                                |
|  |                                                              |

|  | Ruppiaceae    |
|  |               |
|  | Cymodoceaceae |
|  |               |

|  | Zosteraceae      |
|  |                  |
|  | Potamogetonaceae |
|  |                  |

|  | Posidoniaceae                                                |
|  |                                                              |
|  | \| \| Ruppiaceae \| \| \| \| \| \| Cymodoceaceae \| \| \| \| |
|  |                                                              |
|  | Ruppiaceae                                                   |
|  |                                                              |
|  | Cymodoceaceae                                                |
|  |                                                              |

|  | Ruppiaceae    |
|  |               |
|  | Cymodoceaceae |
|  |               |

|  | Zosteraceae      |
|  |                  |
|  | Potamogetonaceae |
|  |                  |

|  | Posidoniaceae                                                |
|  |                                                              |
|  | \| \| Ruppiaceae \| \| \| \| \| \| Cymodoceaceae \| \| \| \| |
|  |                                                              |
|  | Ruppiaceae                                                   |
|  |                                                              |
|  | Cymodoceaceae                                                |
|  |                                                              |

|  | Ruppiaceae    |
|  |               |
|  | Cymodoceaceae |
|  |               |

|  | Zosteraceae      |
|  |                  |
|  | Potamogetonaceae |
|  |                  |

|  | Posidoniaceae                                                |
|  |                                                              |
|  | \| \| Ruppiaceae \| \| \| \| \| \| Cymodoceaceae \| \| \| \| |
|  |                                                              |
|  | Ruppiaceae                                                   |
|  |                                                              |
|  | Cymodoceaceae                                                |
|  |                                                              |

|  | Ruppiaceae    |
|  |               |
|  | Cymodoceaceae |
|  |               |

|  | Zosteraceae      |
|  |                  |
|  | Potamogetonaceae |
|  |                  |

|  | Hydrocharitaceae |
|  |                  |
|  | Butomaceae       |
|  |                  |

| Alismataceae s.l. | \| \| Alismataceae s.s. \| \| \| \| \| \| Limnocharitaceae \| \| \| \| |
|                   | \| \| Alismataceae s.s. \| \| \| \| \| \| Limnocharitaceae \| \| \| \| |
|                   | Alismataceae s.s.                                                      |
|                   |                                                                        |
|                   | Limnocharitaceae                                                       |
|                   |                                                                        |

|  | Alismataceae s.s. |
|  |                   |
|  | Limnocharitaceae  |
|  |                   |

|  | Hydrocharitaceae |
|  |                  |
|  | Butomaceae       |
|  |                  |

| Alismataceae s.l. | \| \| Alismataceae s.s. \| \| \| \| \| \| Limnocharitaceae \| \| \| \| |
|                   | \| \| Alismataceae s.s. \| \| \| \| \| \| Limnocharitaceae \| \| \| \| |
|                   | Alismataceae s.s.                                                      |
|                   |                                                                        |
|                   | Limnocharitaceae                                                       |
|                   |                                                                        |

|  | Alismataceae s.s. |
|  |                   |
|  | Limnocharitaceae  |
|  |                   |

|  | Posidoniaceae                                                |
|  |                                                              |
|  | \| \| Ruppiaceae \| \| \| \| \| \| Cymodoceaceae \| \| \| \| |
|  |                                                              |
|  | Ruppiaceae                                                   |
|  |                                                              |
|  | Cymodoceaceae                                                |
|  |                                                              |

|  | Ruppiaceae    |
|  |               |
|  | Cymodoceaceae |
|  |               |

|  | Zosteraceae      |
|  |                  |
|  | Potamogetonaceae |
|  |                  |

|  | Posidoniaceae                                                |
|  |                                                              |
|  | \| \| Ruppiaceae \| \| \| \| \| \| Cymodoceaceae \| \| \| \| |
|  |                                                              |
|  | Ruppiaceae                                                   |
|  |                                                              |
|  | Cymodoceaceae                                                |
|  |                                                              |

|  | Ruppiaceae    |
|  |               |
|  | Cymodoceaceae |
|  |               |

|  | Zosteraceae      |
|  |                  |
|  | Potamogetonaceae |
|  |                  |

|  | Posidoniaceae                                                |
|  |                                                              |
|  | \| \| Ruppiaceae \| \| \| \| \| \| Cymodoceaceae \| \| \| \| |
|  |                                                              |
|  | Ruppiaceae                                                   |
|  |                                                              |
|  | Cymodoceaceae                                                |
|  |                                                              |

|  | Ruppiaceae    |
|  |               |
|  | Cymodoceaceae |
|  |               |

|  | Zosteraceae      |
|  |                  |
|  | Potamogetonaceae |
|  |                  |

|  | Posidoniaceae                                                |
|  |                                                              |
|  | \| \| Ruppiaceae \| \| \| \| \| \| Cymodoceaceae \| \| \| \| |
|  |                                                              |
|  | Ruppiaceae                                                   |
|  |                                                              |
|  | Cymodoceaceae                                                |
|  |                                                              |

|  | Ruppiaceae    |
|  |               |
|  | Cymodoceaceae |
|  |               |

|  | Zosteraceae      |
|  |                  |
|  | Potamogetonaceae |
|  |                  |

|  | Posidoniaceae                                                |
|  |                                                              |
|  | \| \| Ruppiaceae \| \| \| \| \| \| Cymodoceaceae \| \| \| \| |
|  |                                                              |
|  | Ruppiaceae                                                   |
|  |                                                              |
|  | Cymodoceaceae                                                |
|  |                                                              |

|  | Ruppiaceae    |
|  |               |
|  | Cymodoceaceae |
|  |               |

|  | Zosteraceae      |
|  |                  |
|  | Potamogetonaceae |
|  |                  |

|  | Posidoniaceae                                                |
|  |                                                              |
|  | \| \| Ruppiaceae \| \| \| \| \| \| Cymodoceaceae \| \| \| \| |
|  |                                                              |
|  | Ruppiaceae                                                   |
|  |                                                              |
|  | Cymodoceaceae                                                |
|  |                                                              |

|  | Ruppiaceae    |
|  |               |
|  | Cymodoceaceae |
|  |               |

|  | Zosteraceae      |
|  |                  |
|  | Potamogetonaceae |
|  |                  |

|  | Posidoniaceae                                                |
|  |                                                              |
|  | \| \| Ruppiaceae \| \| \| \| \| \| Cymodoceaceae \| \| \| \| |
|  |                                                              |
|  | Ruppiaceae                                                   |
|  |                                                              |
|  | Cymodoceaceae                                                |
|  |                                                              |

|  | Ruppiaceae    |
|  |               |
|  | Cymodoceaceae |
|  |               |

|  | Zosteraceae      |
|  |                  |
|  | Potamogetonaceae |
|  |                  |

|  | Posidoniaceae                                                |
|  |                                                              |
|  | \| \| Ruppiaceae \| \| \| \| \| \| Cymodoceaceae \| \| \| \| |
|  |                                                              |
|  | Ruppiaceae                                                   |
|  |                                                              |
|  | Cymodoceaceae                                                |
|  |                                                              |

|  | Ruppiaceae    |
|  |               |
|  | Cymodoceaceae |
|  |               |

|  | Zosteraceae      |
|  |                  |
|  | Potamogetonaceae |
|  |                  |

|  | Posidoniaceae                                                |
|  |                                                              |
|  | \| \| Ruppiaceae \| \| \| \| \| \| Cymodoceaceae \| \| \| \| |
|  |                                                              |
|  | Ruppiaceae                                                   |
|  |                                                              |
|  | Cymodoceaceae                                                |
|  |                                                              |

|  | Ruppiaceae    |
|  |               |
|  | Cymodoceaceae |
|  |               |

|  | Zosteraceae      |
|  |                  |
|  | Potamogetonaceae |
|  |                  |

|  | Posidoniaceae                                                |
|  |                                                              |
|  | \| \| Ruppiaceae \| \| \| \| \| \| Cymodoceaceae \| \| \| \| |
|  |                                                              |
|  | Ruppiaceae                                                   |
|  |                                                              |
|  | Cymodoceaceae                                                |
|  |                                                              |

|  | Ruppiaceae    |
|  |               |
|  | Cymodoceaceae |
|  |               |

|  | Zosteraceae      |
|  |                  |
|  | Potamogetonaceae |
|  |                  |

|  | Posidoniaceae                                                |
|  |                                                              |
|  | \| \| Ruppiaceae \| \| \| \| \| \| Cymodoceaceae \| \| \| \| |
|  |                                                              |
|  | Ruppiaceae                                                   |
|  |                                                              |
|  | Cymodoceaceae                                                |
|  |                                                              |

|  | Ruppiaceae    |
|  |               |
|  | Cymodoceaceae |
|  |               |

|  | Zosteraceae      |
|  |                  |
|  | Potamogetonaceae |
|  |                  |

|  | Posidoniaceae                                                |
|  |                                                              |
|  | \| \| Ruppiaceae \| \| \| \| \| \| Cymodoceaceae \| \| \| \| |
|  |                                                              |
|  | Ruppiaceae                                                   |
|  |                                                              |
|  | Cymodoceaceae                                                |
|  |                                                              |

|  | Ruppiaceae    |
|  |               |
|  | Cymodoceaceae |
|  |               |

|  | Zosteraceae      |
|  |                  |
|  | Potamogetonaceae |
|  |                  |

|  | Posidoniaceae                                                |
|  |                                                              |
|  | \| \| Ruppiaceae \| \| \| \| \| \| Cymodoceaceae \| \| \| \| |
|  |                                                              |
|  | Ruppiaceae                                                   |
|  |                                                              |
|  | Cymodoceaceae                                                |
|  |                                                              |

|  | Ruppiaceae    |
|  |               |
|  | Cymodoceaceae |
|  |               |

|  | Zosteraceae      |
|  |                  |
|  | Potamogetonaceae |
|  |                  |

|  | Posidoniaceae                                                |
|  |                                                              |
|  | \| \| Ruppiaceae \| \| \| \| \| \| Cymodoceaceae \| \| \| \| |
|  |                                                              |
|  | Ruppiaceae                                                   |
|  |                                                              |
|  | Cymodoceaceae                                                |
|  |                                                              |

|  | Ruppiaceae    |
|  |               |
|  | Cymodoceaceae |
|  |               |

|  | Zosteraceae      |
|  |                  |
|  | Potamogetonaceae |
|  |                  |

|  | Posidoniaceae                                                |
|  |                                                              |
|  | \| \| Ruppiaceae \| \| \| \| \| \| Cymodoceaceae \| \| \| \| |
|  |                                                              |
|  | Ruppiaceae                                                   |
|  |                                                              |
|  | Cymodoceaceae                                                |
|  |                                                              |

|  | Ruppiaceae    |
|  |               |
|  | Cymodoceaceae |
|  |               |

|  | Zosteraceae      |
|  |                  |
|  | Potamogetonaceae |
|  |                  |

|  | Posidoniaceae                                                |
|  |                                                              |
|  | \| \| Ruppiaceae \| \| \| \| \| \| Cymodoceaceae \| \| \| \| |
|  |                                                              |
|  | Ruppiaceae                                                   |
|  |                                                              |
|  | Cymodoceaceae                                                |
|  |                                                              |

|  | Ruppiaceae    |
|  |               |
|  | Cymodoceaceae |
|  |               |

|  | Zosteraceae      |
|  |                  |
|  | Potamogetonaceae |
|  |                  |

|  | Hydrocharitaceae |
|  |                  |
|  | Butomaceae       |
|  |                  |

| Alismataceae s.l. | \| \| Alismataceae s.s. \| \| \| \| \| \| Limnocharitaceae \| \| \| \| |
|                   | \| \| Alismataceae s.s. \| \| \| \| \| \| Limnocharitaceae \| \| \| \| |
|                   | Alismataceae s.s.                                                      |
|                   |                                                                        |
|                   | Limnocharitaceae                                                       |
|                   |                                                                        |

|  | Alismataceae s.s. |
|  |                   |
|  | Limnocharitaceae  |
|  |                   |

|  | Hydrocharitaceae |
|  |                  |
|  | Butomaceae       |
|  |                  |

| Alismataceae s.l. | \| \| Alismataceae s.s. \| \| \| \| \| \| Limnocharitaceae \| \| \| \| |
|                   | \| \| Alismataceae s.s. \| \| \| \| \| \| Limnocharitaceae \| \| \| \| |
|                   | Alismataceae s.s.                                                      |
|                   |                                                                        |
|                   | Limnocharitaceae                                                       |
|                   |                                                                        |

|  | Alismataceae s.s. |
|  |                   |
|  | Limnocharitaceae  |
|  |                   |

|  | Posidoniaceae                                                |
|  |                                                              |
|  | \| \| Ruppiaceae \| \| \| \| \| \| Cymodoceaceae \| \| \| \| |
|  |                                                              |
|  | Ruppiaceae                                                   |
|  |                                                              |
|  | Cymodoceaceae                                                |
|  |                                                              |

|  | Ruppiaceae    |
|  |               |
|  | Cymodoceaceae |
|  |               |

|  | Zosteraceae      |
|  |                  |
|  | Potamogetonaceae |
|  |                  |

|  | Posidoniaceae                                                |
|  |                                                              |
|  | \| \| Ruppiaceae \| \| \| \| \| \| Cymodoceaceae \| \| \| \| |
|  |                                                              |
|  | Ruppiaceae                                                   |
|  |                                                              |
|  | Cymodoceaceae                                                |
|  |                                                              |

|  | Ruppiaceae    |
|  |               |
|  | Cymodoceaceae |
|  |               |

|  | Zosteraceae      |
|  |                  |
|  | Potamogetonaceae |
|  |                  |

|  | Posidoniaceae                                                |
|  |                                                              |
|  | \| \| Ruppiaceae \| \| \| \| \| \| Cymodoceaceae \| \| \| \| |
|  |                                                              |
|  | Ruppiaceae                                                   |
|  |                                                              |
|  | Cymodoceaceae                                                |
|  |                                                              |

|  | Ruppiaceae    |
|  |               |
|  | Cymodoceaceae |
|  |               |

|  | Zosteraceae      |
|  |                  |
|  | Potamogetonaceae |
|  |                  |

|  | Posidoniaceae                                                |
|  |                                                              |
|  | \| \| Ruppiaceae \| \| \| \| \| \| Cymodoceaceae \| \| \| \| |
|  |                                                              |
|  | Ruppiaceae                                                   |
|  |                                                              |
|  | Cymodoceaceae                                                |
|  |                                                              |

|  | Ruppiaceae    |
|  |               |
|  | Cymodoceaceae |
|  |               |

|  | Zosteraceae      |
|  |                  |
|  | Potamogetonaceae |
|  |                  |

|  | Posidoniaceae                                                |
|  |                                                              |
|  | \| \| Ruppiaceae \| \| \| \| \| \| Cymodoceaceae \| \| \| \| |
|  |                                                              |
|  | Ruppiaceae                                                   |
|  |                                                              |
|  | Cymodoceaceae                                                |
|  |                                                              |

|  | Ruppiaceae    |
|  |               |
|  | Cymodoceaceae |
|  |               |

|  | Zosteraceae      |
|  |                  |
|  | Potamogetonaceae |
|  |                  |

|  | Posidoniaceae                                                |
|  |                                                              |
|  | \| \| Ruppiaceae \| \| \| \| \| \| Cymodoceaceae \| \| \| \| |
|  |                                                              |
|  | Ruppiaceae                                                   |
|  |                                                              |
|  | Cymodoceaceae                                                |
|  |                                                              |

|  | Ruppiaceae    |
|  |               |
|  | Cymodoceaceae |
|  |               |

|  | Zosteraceae      |
|  |                  |
|  | Potamogetonaceae |
|  |                  |

|  | Posidoniaceae                                                |
|  |                                                              |
|  | \| \| Ruppiaceae \| \| \| \| \| \| Cymodoceaceae \| \| \| \| |
|  |                                                              |
|  | Ruppiaceae                                                   |
|  |                                                              |
|  | Cymodoceaceae                                                |
|  |                                                              |

|  | Ruppiaceae    |
|  |               |
|  | Cymodoceaceae |
|  |               |

|  | Zosteraceae      |
|  |                  |
|  | Potamogetonaceae |
|  |                  |

|  | Posidoniaceae                                                |
|  |                                                              |
|  | \| \| Ruppiaceae \| \| \| \| \| \| Cymodoceaceae \| \| \| \| |
|  |                                                              |
|  | Ruppiaceae                                                   |
|  |                                                              |
|  | Cymodoceaceae                                                |
|  |                                                              |

|  | Ruppiaceae    |
|  |               |
|  | Cymodoceaceae |
|  |               |

|  | Zosteraceae      |
|  |                  |
|  | Potamogetonaceae |
|  |                  |

|  | Posidoniaceae                                                |
|  |                                                              |
|  | \| \| Ruppiaceae \| \| \| \| \| \| Cymodoceaceae \| \| \| \| |
|  |                                                              |
|  | Ruppiaceae                                                   |
|  |                                                              |
|  | Cymodoceaceae                                                |
|  |                                                              |

|  | Ruppiaceae    |
|  |               |
|  | Cymodoceaceae |
|  |               |

|  | Zosteraceae      |
|  |                  |
|  | Potamogetonaceae |
|  |                  |

|  | Posidoniaceae                                                |
|  |                                                              |
|  | \| \| Ruppiaceae \| \| \| \| \| \| Cymodoceaceae \| \| \| \| |
|  |                                                              |
|  | Ruppiaceae                                                   |
|  |                                                              |
|  | Cymodoceaceae                                                |
|  |                                                              |

|  | Ruppiaceae    |
|  |               |
|  | Cymodoceaceae |
|  |               |

|  | Zosteraceae      |
|  |                  |
|  | Potamogetonaceae |
|  |                  |

|  | Posidoniaceae                                                |
|  |                                                              |
|  | \| \| Ruppiaceae \| \| \| \| \| \| Cymodoceaceae \| \| \| \| |
|  |                                                              |
|  | Ruppiaceae                                                   |
|  |                                                              |
|  | Cymodoceaceae                                                |
|  |                                                              |

|  | Ruppiaceae    |
|  |               |
|  | Cymodoceaceae |
|  |               |

|  | Zosteraceae      |
|  |                  |
|  | Potamogetonaceae |
|  |                  |

|  | Posidoniaceae                                                |
|  |                                                              |
|  | \| \| Ruppiaceae \| \| \| \| \| \| Cymodoceaceae \| \| \| \| |
|  |                                                              |
|  | Ruppiaceae                                                   |
|  |                                                              |
|  | Cymodoceaceae                                                |
|  |                                                              |

|  | Ruppiaceae    |
|  |               |
|  | Cymodoceaceae |
|  |               |

|  | Zosteraceae      |
|  |                  |
|  | Potamogetonaceae |
|  |                  |

|  | Posidoniaceae                                                |
|  |                                                              |
|  | \| \| Ruppiaceae \| \| \| \| \| \| Cymodoceaceae \| \| \| \| |
|  |                                                              |
|  | Ruppiaceae                                                   |
|  |                                                              |
|  | Cymodoceaceae                                                |
|  |                                                              |

|  | Ruppiaceae    |
|  |               |
|  | Cymodoceaceae |
|  |               |

|  | Zosteraceae      |
|  |                  |
|  | Potamogetonaceae |
|  |                  |

|  | Posidoniaceae                                                |
|  |                                                              |
|  | \| \| Ruppiaceae \| \| \| \| \| \| Cymodoceaceae \| \| \| \| |
|  |                                                              |
|  | Ruppiaceae                                                   |
|  |                                                              |
|  | Cymodoceaceae                                                |
|  |                                                              |

|  | Ruppiaceae    |
|  |               |
|  | Cymodoceaceae |
|  |               |

|  | Zosteraceae      |
|  |                  |
|  | Potamogetonaceae |
|  |                  |

|  | Posidoniaceae                                                |
|  |                                                              |
|  | \| \| Ruppiaceae \| \| \| \| \| \| Cymodoceaceae \| \| \| \| |
|  |                                                              |
|  | Ruppiaceae                                                   |
|  |                                                              |
|  | Cymodoceaceae                                                |
|  |                                                              |

|  | Ruppiaceae    |
|  |               |
|  | Cymodoceaceae |
|  |               |

|  | Zosteraceae      |
|  |                  |
|  | Potamogetonaceae |
|  |                  |

|  | Posidoniaceae                                                |
|  |                                                              |
|  | \| \| Ruppiaceae \| \| \| \| \| \| Cymodoceaceae \| \| \| \| |
|  |                                                              |
|  | Ruppiaceae                                                   |
|  |                                                              |
|  | Cymodoceaceae                                                |
|  |                                                              |

|  | Ruppiaceae    |
|  |               |
|  | Cymodoceaceae |
|  |               |

|  | Zosteraceae      |
|  |                  |
|  | Potamogetonaceae |
|  |                  |

|  | Hydrocharitaceae |
|  |                  |
|  | Butomaceae       |
|  |                  |

| Alismataceae s.l. | \| \| Alismataceae s.s. \| \| \| \| \| \| Limnocharitaceae \| \| \| \| |
|                   | \| \| Alismataceae s.s. \| \| \| \| \| \| Limnocharitaceae \| \| \| \| |
|                   | Alismataceae s.s.                                                      |
|                   |                                                                        |
|                   | Limnocharitaceae                                                       |
|                   |                                                                        |

|  | Alismataceae s.s. |
|  |                   |
|  | Limnocharitaceae  |
|  |                   |

|  | Hydrocharitaceae |
|  |                  |
|  | Butomaceae       |
|  |                  |

| Alismataceae s.l. | \| \| Alismataceae s.s. \| \| \| \| \| \| Limnocharitaceae \| \| \| \| |
|                   | \| \| Alismataceae s.s. \| \| \| \| \| \| Limnocharitaceae \| \| \| \| |
|                   | Alismataceae s.s.                                                      |
|                   |                                                                        |
|                   | Limnocharitaceae                                                       |
|                   |                                                                        |

|  | Alismataceae s.s. |
|  |                   |
|  | Limnocharitaceae  |
|  |                   |

|  | Posidoniaceae                                                |
|  |                                                              |
|  | \| \| Ruppiaceae \| \| \| \| \| \| Cymodoceaceae \| \| \| \| |
|  |                                                              |
|  | Ruppiaceae                                                   |
|  |                                                              |
|  | Cymodoceaceae                                                |
|  |                                                              |

|  | Ruppiaceae    |
|  |               |
|  | Cymodoceaceae |
|  |               |

|  | Zosteraceae      |
|  |                  |
|  | Potamogetonaceae |
|  |                  |

|  | Posidoniaceae                                                |
|  |                                                              |
|  | \| \| Ruppiaceae \| \| \| \| \| \| Cymodoceaceae \| \| \| \| |
|  |                                                              |
|  | Ruppiaceae                                                   |
|  |                                                              |
|  | Cymodoceaceae                                                |
|  |                                                              |

|  | Ruppiaceae    |
|  |               |
|  | Cymodoceaceae |
|  |               |

|  | Zosteraceae      |
|  |                  |
|  | Potamogetonaceae |
|  |                  |

|  | Posidoniaceae                                                |
|  |                                                              |
|  | \| \| Ruppiaceae \| \| \| \| \| \| Cymodoceaceae \| \| \| \| |
|  |                                                              |
|  | Ruppiaceae                                                   |
|  |                                                              |
|  | Cymodoceaceae                                                |
|  |                                                              |

|  | Ruppiaceae    |
|  |               |
|  | Cymodoceaceae |
|  |               |

|  | Zosteraceae      |
|  |                  |
|  | Potamogetonaceae |
|  |                  |

|  | Posidoniaceae                                                |
|  |                                                              |
|  | \| \| Ruppiaceae \| \| \| \| \| \| Cymodoceaceae \| \| \| \| |
|  |                                                              |
|  | Ruppiaceae                                                   |
|  |                                                              |
|  | Cymodoceaceae                                                |
|  |                                                              |

|  | Ruppiaceae    |
|  |               |
|  | Cymodoceaceae |
|  |               |

|  | Zosteraceae      |
|  |                  |
|  | Potamogetonaceae |
|  |                  |

|  | Posidoniaceae                                                |
|  |                                                              |
|  | \| \| Ruppiaceae \| \| \| \| \| \| Cymodoceaceae \| \| \| \| |
|  |                                                              |
|  | Ruppiaceae                                                   |
|  |                                                              |
|  | Cymodoceaceae                                                |
|  |                                                              |

|  | Ruppiaceae    |
|  |               |
|  | Cymodoceaceae |
|  |               |

|  | Zosteraceae      |
|  |                  |
|  | Potamogetonaceae |
|  |                  |

|  | Posidoniaceae                                                |
|  |                                                              |
|  | \| \| Ruppiaceae \| \| \| \| \| \| Cymodoceaceae \| \| \| \| |
|  |                                                              |
|  | Ruppiaceae                                                   |
|  |                                                              |
|  | Cymodoceaceae                                                |
|  |                                                              |

|  | Ruppiaceae    |
|  |               |
|  | Cymodoceaceae |
|  |               |

|  | Zosteraceae      |
|  |                  |
|  | Potamogetonaceae |
|  |                  |

|  | Posidoniaceae                                                |
|  |                                                              |
|  | \| \| Ruppiaceae \| \| \| \| \| \| Cymodoceaceae \| \| \| \| |
|  |                                                              |
|  | Ruppiaceae                                                   |
|  |                                                              |
|  | Cymodoceaceae                                                |
|  |                                                              |

|  | Ruppiaceae    |
|  |               |
|  | Cymodoceaceae |
|  |               |

|  | Zosteraceae      |
|  |                  |
|  | Potamogetonaceae |
|  |                  |

|  | Posidoniaceae                                                |
|  |                                                              |
|  | \| \| Ruppiaceae \| \| \| \| \| \| Cymodoceaceae \| \| \| \| |
|  |                                                              |
|  | Ruppiaceae                                                   |
|  |                                                              |
|  | Cymodoceaceae                                                |
|  |                                                              |

|  | Ruppiaceae    |
|  |               |
|  | Cymodoceaceae |
|  |               |

|  | Zosteraceae      |
|  |                  |
|  | Potamogetonaceae |
|  |                  |

|  | Posidoniaceae                                                |
|  |                                                              |
|  | \| \| Ruppiaceae \| \| \| \| \| \| Cymodoceaceae \| \| \| \| |
|  |                                                              |
|  | Ruppiaceae                                                   |
|  |                                                              |
|  | Cymodoceaceae                                                |
|  |                                                              |

|  | Ruppiaceae    |
|  |               |
|  | Cymodoceaceae |
|  |               |

|  | Zosteraceae      |
|  |                  |
|  | Potamogetonaceae |
|  |                  |

|  | Posidoniaceae                                                |
|  |                                                              |
|  | \| \| Ruppiaceae \| \| \| \| \| \| Cymodoceaceae \| \| \| \| |
|  |                                                              |
|  | Ruppiaceae                                                   |
|  |                                                              |
|  | Cymodoceaceae                                                |
|  |                                                              |

|  | Ruppiaceae    |
|  |               |
|  | Cymodoceaceae |
|  |               |

|  | Zosteraceae      |
|  |                  |
|  | Potamogetonaceae |
|  |                  |

|  | Posidoniaceae                                                |
|  |                                                              |
|  | \| \| Ruppiaceae \| \| \| \| \| \| Cymodoceaceae \| \| \| \| |
|  |                                                              |
|  | Ruppiaceae                                                   |
|  |                                                              |
|  | Cymodoceaceae                                                |
|  |                                                              |

|  | Ruppiaceae    |
|  |               |
|  | Cymodoceaceae |
|  |               |

|  | Zosteraceae      |
|  |                  |
|  | Potamogetonaceae |
|  |                  |

|  | Posidoniaceae                                                |
|  |                                                              |
|  | \| \| Ruppiaceae \| \| \| \| \| \| Cymodoceaceae \| \| \| \| |
|  |                                                              |
|  | Ruppiaceae                                                   |
|  |                                                              |
|  | Cymodoceaceae                                                |
|  |                                                              |

|  | Ruppiaceae    |
|  |               |
|  | Cymodoceaceae |
|  |               |

|  | Zosteraceae      |
|  |                  |
|  | Potamogetonaceae |
|  |                  |

|  | Posidoniaceae                                                |
|  |                                                              |
|  | \| \| Ruppiaceae \| \| \| \| \| \| Cymodoceaceae \| \| \| \| |
|  |                                                              |
|  | Ruppiaceae                                                   |
|  |                                                              |
|  | Cymodoceaceae                                                |
|  |                                                              |

|  | Ruppiaceae    |
|  |               |
|  | Cymodoceaceae |
|  |               |

|  | Zosteraceae      |
|  |                  |
|  | Potamogetonaceae |
|  |                  |

|  | Posidoniaceae                                                |
|  |                                                              |
|  | \| \| Ruppiaceae \| \| \| \| \| \| Cymodoceaceae \| \| \| \| |
|  |                                                              |
|  | Ruppiaceae                                                   |
|  |                                                              |
|  | Cymodoceaceae                                                |
|  |                                                              |

|  | Ruppiaceae    |
|  |               |
|  | Cymodoceaceae |
|  |               |

|  | Zosteraceae      |
|  |                  |
|  | Potamogetonaceae |
|  |                  |

|  | Posidoniaceae                                                |
|  |                                                              |
|  | \| \| Ruppiaceae \| \| \| \| \| \| Cymodoceaceae \| \| \| \| |
|  |                                                              |
|  | Ruppiaceae                                                   |
|  |                                                              |
|  | Cymodoceaceae                                                |
|  |                                                              |

|  | Ruppiaceae    |
|  |               |
|  | Cymodoceaceae |
|  |               |

|  | Zosteraceae      |
|  |                  |
|  | Potamogetonaceae |
|  |                  |

|  | Posidoniaceae                                                |
|  |                                                              |
|  | \| \| Ruppiaceae \| \| \| \| \| \| Cymodoceaceae \| \| \| \| |
|  |                                                              |
|  | Ruppiaceae                                                   |
|  |                                                              |
|  | Cymodoceaceae                                                |
|  |                                                              |

|  | Ruppiaceae    |
|  |               |
|  | Cymodoceaceae |
|  |               |

|  | Zosteraceae      |
|  |                  |
|  | Potamogetonaceae |
|  |                  |

|  | Hydrocharitaceae |
|  |                  |
|  | Butomaceae       |
|  |                  |

| Alismataceae s.l. | \| \| Alismataceae s.s. \| \| \| \| \| \| Limnocharitaceae \| \| \| \| |
|                   | \| \| Alismataceae s.s. \| \| \| \| \| \| Limnocharitaceae \| \| \| \| |
|                   | Alismataceae s.s.                                                      |
|                   |                                                                        |
|                   | Limnocharitaceae                                                       |
|                   |                                                                        |

|  | Alismataceae s.s. |
|  |                   |
|  | Limnocharitaceae  |
|  |                   |

|  | Hydrocharitaceae |
|  |                  |
|  | Butomaceae       |
|  |                  |

| Alismataceae s.l. | \| \| Alismataceae s.s. \| \| \| \| \| \| Limnocharitaceae \| \| \| \| |
|                   | \| \| Alismataceae s.s. \| \| \| \| \| \| Limnocharitaceae \| \| \| \| |
|                   | Alismataceae s.s.                                                      |
|                   |                                                                        |
|                   | Limnocharitaceae                                                       |
|                   |                                                                        |

|  | Alismataceae s.s. |
|  |                   |
|  | Limnocharitaceae  |
|  |                   |

|  | Posidoniaceae                                                |
|  |                                                              |
|  | \| \| Ruppiaceae \| \| \| \| \| \| Cymodoceaceae \| \| \| \| |
|  |                                                              |
|  | Ruppiaceae                                                   |
|  |                                                              |
|  | Cymodoceaceae                                                |
|  |                                                              |

|  | Ruppiaceae    |
|  |               |
|  | Cymodoceaceae |
|  |               |

|  | Zosteraceae      |
|  |                  |
|  | Potamogetonaceae |
|  |                  |

|  | Posidoniaceae                                                |
|  |                                                              |
|  | \| \| Ruppiaceae \| \| \| \| \| \| Cymodoceaceae \| \| \| \| |
|  |                                                              |
|  | Ruppiaceae                                                   |
|  |                                                              |
|  | Cymodoceaceae                                                |
|  |                                                              |

|  | Ruppiaceae    |
|  |               |
|  | Cymodoceaceae |
|  |               |

|  | Zosteraceae      |
|  |                  |
|  | Potamogetonaceae |
|  |                  |

|  | Posidoniaceae                                                |
|  |                                                              |
|  | \| \| Ruppiaceae \| \| \| \| \| \| Cymodoceaceae \| \| \| \| |
|  |                                                              |
|  | Ruppiaceae                                                   |
|  |                                                              |
|  | Cymodoceaceae                                                |
|  |                                                              |

|  | Ruppiaceae    |
|  |               |
|  | Cymodoceaceae |
|  |               |

|  | Zosteraceae      |
|  |                  |
|  | Potamogetonaceae |
|  |                  |

|  | Posidoniaceae                                                |
|  |                                                              |
|  | \| \| Ruppiaceae \| \| \| \| \| \| Cymodoceaceae \| \| \| \| |
|  |                                                              |
|  | Ruppiaceae                                                   |
|  |                                                              |
|  | Cymodoceaceae                                                |
|  |                                                              |

|  | Ruppiaceae    |
|  |               |
|  | Cymodoceaceae |
|  |               |

|  | Zosteraceae      |
|  |                  |
|  | Potamogetonaceae |
|  |                  |

|  | Posidoniaceae                                                |
|  |                                                              |
|  | \| \| Ruppiaceae \| \| \| \| \| \| Cymodoceaceae \| \| \| \| |
|  |                                                              |
|  | Ruppiaceae                                                   |
|  |                                                              |
|  | Cymodoceaceae                                                |
|  |                                                              |

|  | Ruppiaceae    |
|  |               |
|  | Cymodoceaceae |
|  |               |

|  | Zosteraceae      |
|  |                  |
|  | Potamogetonaceae |
|  |                  |

|  | Posidoniaceae                                                |
|  |                                                              |
|  | \| \| Ruppiaceae \| \| \| \| \| \| Cymodoceaceae \| \| \| \| |
|  |                                                              |
|  | Ruppiaceae                                                   |
|  |                                                              |
|  | Cymodoceaceae                                                |
|  |                                                              |

|  | Ruppiaceae    |
|  |               |
|  | Cymodoceaceae |
|  |               |

|  | Zosteraceae      |
|  |                  |
|  | Potamogetonaceae |
|  |                  |

|  | Posidoniaceae                                                |
|  |                                                              |
|  | \| \| Ruppiaceae \| \| \| \| \| \| Cymodoceaceae \| \| \| \| |
|  |                                                              |
|  | Ruppiaceae                                                   |
|  |                                                              |
|  | Cymodoceaceae                                                |
|  |                                                              |

|  | Ruppiaceae    |
|  |               |
|  | Cymodoceaceae |
|  |               |

|  | Zosteraceae      |
|  |                  |
|  | Potamogetonaceae |
|  |                  |

|  | Posidoniaceae                                                |
|  |                                                              |
|  | \| \| Ruppiaceae \| \| \| \| \| \| Cymodoceaceae \| \| \| \| |
|  |                                                              |
|  | Ruppiaceae                                                   |
|  |                                                              |
|  | Cymodoceaceae                                                |
|  |                                                              |

|  | Ruppiaceae    |
|  |               |
|  | Cymodoceaceae |
|  |               |

|  | Zosteraceae      |
|  |                  |
|  | Potamogetonaceae |
|  |                  |

|  | Posidoniaceae                                                |
|  |                                                              |
|  | \| \| Ruppiaceae \| \| \| \| \| \| Cymodoceaceae \| \| \| \| |
|  |                                                              |
|  | Ruppiaceae                                                   |
|  |                                                              |
|  | Cymodoceaceae                                                |
|  |                                                              |

|  | Ruppiaceae    |
|  |               |
|  | Cymodoceaceae |
|  |               |

|  | Zosteraceae      |
|  |                  |
|  | Potamogetonaceae |
|  |                  |

|  | Posidoniaceae                                                |
|  |                                                              |
|  | \| \| Ruppiaceae \| \| \| \| \| \| Cymodoceaceae \| \| \| \| |
|  |                                                              |
|  | Ruppiaceae                                                   |
|  |                                                              |
|  | Cymodoceaceae                                                |
|  |                                                              |

|  | Ruppiaceae    |
|  |               |
|  | Cymodoceaceae |
|  |               |

|  | Zosteraceae      |
|  |                  |
|  | Potamogetonaceae |
|  |                  |

|  | Posidoniaceae                                                |
|  |                                                              |
|  | \| \| Ruppiaceae \| \| \| \| \| \| Cymodoceaceae \| \| \| \| |
|  |                                                              |
|  | Ruppiaceae                                                   |
|  |                                                              |
|  | Cymodoceaceae                                                |
|  |                                                              |

|  | Ruppiaceae    |
|  |               |
|  | Cymodoceaceae |
|  |               |

|  | Zosteraceae      |
|  |                  |
|  | Potamogetonaceae |
|  |                  |

|  | Posidoniaceae                                                |
|  |                                                              |
|  | \| \| Ruppiaceae \| \| \| \| \| \| Cymodoceaceae \| \| \| \| |
|  |                                                              |
|  | Ruppiaceae                                                   |
|  |                                                              |
|  | Cymodoceaceae                                                |
|  |                                                              |

|  | Ruppiaceae    |
|  |               |
|  | Cymodoceaceae |
|  |               |

|  | Zosteraceae      |
|  |                  |
|  | Potamogetonaceae |
|  |                  |

|  | Posidoniaceae                                                |
|  |                                                              |
|  | \| \| Ruppiaceae \| \| \| \| \| \| Cymodoceaceae \| \| \| \| |
|  |                                                              |
|  | Ruppiaceae                                                   |
|  |                                                              |
|  | Cymodoceaceae                                                |
|  |                                                              |

|  | Ruppiaceae    |
|  |               |
|  | Cymodoceaceae |
|  |               |

|  | Zosteraceae      |
|  |                  |
|  | Potamogetonaceae |
|  |                  |

|  | Posidoniaceae                                                |
|  |                                                              |
|  | \| \| Ruppiaceae \| \| \| \| \| \| Cymodoceaceae \| \| \| \| |
|  |                                                              |
|  | Ruppiaceae                                                   |
|  |                                                              |
|  | Cymodoceaceae                                                |
|  |                                                              |

|  | Ruppiaceae    |
|  |               |
|  | Cymodoceaceae |
|  |               |

|  | Zosteraceae      |
|  |                  |
|  | Potamogetonaceae |
|  |                  |

|  | Posidoniaceae                                                |
|  |                                                              |
|  | \| \| Ruppiaceae \| \| \| \| \| \| Cymodoceaceae \| \| \| \| |
|  |                                                              |
|  | Ruppiaceae                                                   |
|  |                                                              |
|  | Cymodoceaceae                                                |
|  |                                                              |

|  | Ruppiaceae    |
|  |               |
|  | Cymodoceaceae |
|  |               |

|  | Zosteraceae      |
|  |                  |
|  | Potamogetonaceae |
|  |                  |

|  | Posidoniaceae                                                |
|  |                                                              |
|  | \| \| Ruppiaceae \| \| \| \| \| \| Cymodoceaceae \| \| \| \| |
|  |                                                              |
|  | Ruppiaceae                                                   |
|  |                                                              |
|  | Cymodoceaceae                                                |
|  |                                                              |

|  | Ruppiaceae    |
|  |               |
|  | Cymodoceaceae |
|  |               |

|  | Zosteraceae      |
|  |                  |
|  | Potamogetonaceae |
|  |                  |

|  | Hydrocharitaceae |
|  |                  |
|  | Butomaceae       |
|  |                  |

| Alismataceae s.l. | \| \| Alismataceae s.s. \| \| \| \| \| \| Limnocharitaceae \| \| \| \| |
|                   | \| \| Alismataceae s.s. \| \| \| \| \| \| Limnocharitaceae \| \| \| \| |
|                   | Alismataceae s.s.                                                      |
|                   |                                                                        |
|                   | Limnocharitaceae                                                       |
|                   |                                                                        |

|  | Alismataceae s.s. |
|  |                   |
|  | Limnocharitaceae  |
|  |                   |

|  | Hydrocharitaceae |
|  |                  |
|  | Butomaceae       |
|  |                  |

| Alismataceae s.l. | \| \| Alismataceae s.s. \| \| \| \| \| \| Limnocharitaceae \| \| \| \| |
|                   | \| \| Alismataceae s.s. \| \| \| \| \| \| Limnocharitaceae \| \| \| \| |
|                   | Alismataceae s.s.                                                      |
|                   |                                                                        |
|                   | Limnocharitaceae                                                       |
|                   |                                                                        |

|  | Alismataceae s.s. |
|  |                   |
|  | Limnocharitaceae  |
|  |                   |

|  | Posidoniaceae                                                |
|  |                                                              |
|  | \| \| Ruppiaceae \| \| \| \| \| \| Cymodoceaceae \| \| \| \| |
|  |                                                              |
|  | Ruppiaceae                                                   |
|  |                                                              |
|  | Cymodoceaceae                                                |
|  |                                                              |

|  | Ruppiaceae    |
|  |               |
|  | Cymodoceaceae |
|  |               |

|  | Zosteraceae      |
|  |                  |
|  | Potamogetonaceae |
|  |                  |

|  | Posidoniaceae                                                |
|  |                                                              |
|  | \| \| Ruppiaceae \| \| \| \| \| \| Cymodoceaceae \| \| \| \| |
|  |                                                              |
|  | Ruppiaceae                                                   |
|  |                                                              |
|  | Cymodoceaceae                                                |
|  |                                                              |

|  | Ruppiaceae    |
|  |               |
|  | Cymodoceaceae |
|  |               |

|  | Zosteraceae      |
|  |                  |
|  | Potamogetonaceae |
|  |                  |

|  | Posidoniaceae                                                |
|  |                                                              |
|  | \| \| Ruppiaceae \| \| \| \| \| \| Cymodoceaceae \| \| \| \| |
|  |                                                              |
|  | Ruppiaceae                                                   |
|  |                                                              |
|  | Cymodoceaceae                                                |
|  |                                                              |

|  | Ruppiaceae    |
|  |               |
|  | Cymodoceaceae |
|  |               |

|  | Zosteraceae      |
|  |                  |
|  | Potamogetonaceae |
|  |                  |

|  | Posidoniaceae                                                |
|  |                                                              |
|  | \| \| Ruppiaceae \| \| \| \| \| \| Cymodoceaceae \| \| \| \| |
|  |                                                              |
|  | Ruppiaceae                                                   |
|  |                                                              |
|  | Cymodoceaceae                                                |
|  |                                                              |

|  | Ruppiaceae    |
|  |               |
|  | Cymodoceaceae |
|  |               |

|  | Zosteraceae      |
|  |                  |
|  | Potamogetonaceae |
|  |                  |

|  | Posidoniaceae                                                |
|  |                                                              |
|  | \| \| Ruppiaceae \| \| \| \| \| \| Cymodoceaceae \| \| \| \| |
|  |                                                              |
|  | Ruppiaceae                                                   |
|  |                                                              |
|  | Cymodoceaceae                                                |
|  |                                                              |

|  | Ruppiaceae    |
|  |               |
|  | Cymodoceaceae |
|  |               |

|  | Zosteraceae      |
|  |                  |
|  | Potamogetonaceae |
|  |                  |

|  | Posidoniaceae                                                |
|  |                                                              |
|  | \| \| Ruppiaceae \| \| \| \| \| \| Cymodoceaceae \| \| \| \| |
|  |                                                              |
|  | Ruppiaceae                                                   |
|  |                                                              |
|  | Cymodoceaceae                                                |
|  |                                                              |

|  | Ruppiaceae    |
|  |               |
|  | Cymodoceaceae |
|  |               |

|  | Zosteraceae      |
|  |                  |
|  | Potamogetonaceae |
|  |                  |

|  | Posidoniaceae                                                |
|  |                                                              |
|  | \| \| Ruppiaceae \| \| \| \| \| \| Cymodoceaceae \| \| \| \| |
|  |                                                              |
|  | Ruppiaceae                                                   |
|  |                                                              |
|  | Cymodoceaceae                                                |
|  |                                                              |

|  | Ruppiaceae    |
|  |               |
|  | Cymodoceaceae |
|  |               |

|  | Zosteraceae      |
|  |                  |
|  | Potamogetonaceae |
|  |                  |

|  | Posidoniaceae                                                |
|  |                                                              |
|  | \| \| Ruppiaceae \| \| \| \| \| \| Cymodoceaceae \| \| \| \| |
|  |                                                              |
|  | Ruppiaceae                                                   |
|  |                                                              |
|  | Cymodoceaceae                                                |
|  |                                                              |

|  | Ruppiaceae    |
|  |               |
|  | Cymodoceaceae |
|  |               |

|  | Zosteraceae      |
|  |                  |
|  | Potamogetonaceae |
|  |                  |

|  | Posidoniaceae                                                |
|  |                                                              |
|  | \| \| Ruppiaceae \| \| \| \| \| \| Cymodoceaceae \| \| \| \| |
|  |                                                              |
|  | Ruppiaceae                                                   |
|  |                                                              |
|  | Cymodoceaceae                                                |
|  |                                                              |

|  | Ruppiaceae    |
|  |               |
|  | Cymodoceaceae |
|  |               |

|  | Zosteraceae      |
|  |                  |
|  | Potamogetonaceae |
|  |                  |

|  | Posidoniaceae                                                |
|  |                                                              |
|  | \| \| Ruppiaceae \| \| \| \| \| \| Cymodoceaceae \| \| \| \| |
|  |                                                              |
|  | Ruppiaceae                                                   |
|  |                                                              |
|  | Cymodoceaceae                                                |
|  |                                                              |

|  | Ruppiaceae    |
|  |               |
|  | Cymodoceaceae |
|  |               |

|  | Zosteraceae      |
|  |                  |
|  | Potamogetonaceae |
|  |                  |

|  | Posidoniaceae                                                |
|  |                                                              |
|  | \| \| Ruppiaceae \| \| \| \| \| \| Cymodoceaceae \| \| \| \| |
|  |                                                              |
|  | Ruppiaceae                                                   |
|  |                                                              |
|  | Cymodoceaceae                                                |
|  |                                                              |

|  | Ruppiaceae    |
|  |               |
|  | Cymodoceaceae |
|  |               |

|  | Zosteraceae      |
|  |                  |
|  | Potamogetonaceae |
|  |                  |

|  | Posidoniaceae                                                |
|  |                                                              |
|  | \| \| Ruppiaceae \| \| \| \| \| \| Cymodoceaceae \| \| \| \| |
|  |                                                              |
|  | Ruppiaceae                                                   |
|  |                                                              |
|  | Cymodoceaceae                                                |
|  |                                                              |

|  | Ruppiaceae    |
|  |               |
|  | Cymodoceaceae |
|  |               |

|  | Zosteraceae      |
|  |                  |
|  | Potamogetonaceae |
|  |                  |

|  | Posidoniaceae                                                |
|  |                                                              |
|  | \| \| Ruppiaceae \| \| \| \| \| \| Cymodoceaceae \| \| \| \| |
|  |                                                              |
|  | Ruppiaceae                                                   |
|  |                                                              |
|  | Cymodoceaceae                                                |
|  |                                                              |

|  | Ruppiaceae    |
|  |               |
|  | Cymodoceaceae |
|  |               |

|  | Zosteraceae      |
|  |                  |
|  | Potamogetonaceae |
|  |                  |

|  | Posidoniaceae                                                |
|  |                                                              |
|  | \| \| Ruppiaceae \| \| \| \| \| \| Cymodoceaceae \| \| \| \| |
|  |                                                              |
|  | Ruppiaceae                                                   |
|  |                                                              |
|  | Cymodoceaceae                                                |
|  |                                                              |

|  | Ruppiaceae    |
|  |               |
|  | Cymodoceaceae |
|  |               |

|  | Zosteraceae      |
|  |                  |
|  | Potamogetonaceae |
|  |                  |

|  | Posidoniaceae                                                |
|  |                                                              |
|  | \| \| Ruppiaceae \| \| \| \| \| \| Cymodoceaceae \| \| \| \| |
|  |                                                              |
|  | Ruppiaceae                                                   |
|  |                                                              |
|  | Cymodoceaceae                                                |
|  |                                                              |

|  | Ruppiaceae    |
|  |               |
|  | Cymodoceaceae |
|  |               |

|  | Zosteraceae      |
|  |                  |
|  | Potamogetonaceae |
|  |                  |

|  | Posidoniaceae                                                |
|  |                                                              |
|  | \| \| Ruppiaceae \| \| \| \| \| \| Cymodoceaceae \| \| \| \| |
|  |                                                              |
|  | Ruppiaceae                                                   |
|  |                                                              |
|  | Cymodoceaceae                                                |
|  |                                                              |

|  | Ruppiaceae    |
|  |               |
|  | Cymodoceaceae |
|  |               |

|  | Zosteraceae      |
|  |                  |
|  | Potamogetonaceae |
|  |                  |

|  | Hydrocharitaceae |
|  |                  |
|  | Butomaceae       |
|  |                  |

| Alismataceae s.l. | \| \| Alismataceae s.s. \| \| \| \| \| \| Limnocharitaceae \| \| \| \| |
|                   | \| \| Alismataceae s.s. \| \| \| \| \| \| Limnocharitaceae \| \| \| \| |
|                   | Alismataceae s.s.                                                      |
|                   |                                                                        |
|                   | Limnocharitaceae                                                       |
|                   |                                                                        |

|  | Alismataceae s.s. |
|  |                   |
|  | Limnocharitaceae  |
|  |                   |

|  | Hydrocharitaceae |
|  |                  |
|  | Butomaceae       |
|  |                  |

| Alismataceae s.l. | \| \| Alismataceae s.s. \| \| \| \| \| \| Limnocharitaceae \| \| \| \| |
|                   | \| \| Alismataceae s.s. \| \| \| \| \| \| Limnocharitaceae \| \| \| \| |
|                   | Alismataceae s.s.                                                      |
|                   |                                                                        |
|                   | Limnocharitaceae                                                       |
|                   |                                                                        |

|  | Alismataceae s.s. |
|  |                   |
|  | Limnocharitaceae  |
|  |                   |

|  | Posidoniaceae                                                |
|  |                                                              |
|  | \| \| Ruppiaceae \| \| \| \| \| \| Cymodoceaceae \| \| \| \| |
|  |                                                              |
|  | Ruppiaceae                                                   |
|  |                                                              |
|  | Cymodoceaceae                                                |
|  |                                                              |

|  | Ruppiaceae    |
|  |               |
|  | Cymodoceaceae |
|  |               |

|  | Zosteraceae      |
|  |                  |
|  | Potamogetonaceae |
|  |                  |

|  | Posidoniaceae                                                |
|  |                                                              |
|  | \| \| Ruppiaceae \| \| \| \| \| \| Cymodoceaceae \| \| \| \| |
|  |                                                              |
|  | Ruppiaceae                                                   |
|  |                                                              |
|  | Cymodoceaceae                                                |
|  |                                                              |

|  | Ruppiaceae    |
|  |               |
|  | Cymodoceaceae |
|  |               |

|  | Zosteraceae      |
|  |                  |
|  | Potamogetonaceae |
|  |                  |

|  | Posidoniaceae                                                |
|  |                                                              |
|  | \| \| Ruppiaceae \| \| \| \| \| \| Cymodoceaceae \| \| \| \| |
|  |                                                              |
|  | Ruppiaceae                                                   |
|  |                                                              |
|  | Cymodoceaceae                                                |
|  |                                                              |

|  | Ruppiaceae    |
|  |               |
|  | Cymodoceaceae |
|  |               |

|  | Zosteraceae      |
|  |                  |
|  | Potamogetonaceae |
|  |                  |

|  | Posidoniaceae                                                |
|  |                                                              |
|  | \| \| Ruppiaceae \| \| \| \| \| \| Cymodoceaceae \| \| \| \| |
|  |                                                              |
|  | Ruppiaceae                                                   |
|  |                                                              |
|  | Cymodoceaceae                                                |
|  |                                                              |

|  | Ruppiaceae    |
|  |               |
|  | Cymodoceaceae |
|  |               |

|  | Zosteraceae      |
|  |                  |
|  | Potamogetonaceae |
|  |                  |

|  | Posidoniaceae                                                |
|  |                                                              |
|  | \| \| Ruppiaceae \| \| \| \| \| \| Cymodoceaceae \| \| \| \| |
|  |                                                              |
|  | Ruppiaceae                                                   |
|  |                                                              |
|  | Cymodoceaceae                                                |
|  |                                                              |

|  | Ruppiaceae    |
|  |               |
|  | Cymodoceaceae |
|  |               |

|  | Zosteraceae      |
|  |                  |
|  | Potamogetonaceae |
|  |                  |

|  | Posidoniaceae                                                |
|  |                                                              |
|  | \| \| Ruppiaceae \| \| \| \| \| \| Cymodoceaceae \| \| \| \| |
|  |                                                              |
|  | Ruppiaceae                                                   |
|  |                                                              |
|  | Cymodoceaceae                                                |
|  |                                                              |

|  | Ruppiaceae    |
|  |               |
|  | Cymodoceaceae |
|  |               |

|  | Zosteraceae      |
|  |                  |
|  | Potamogetonaceae |
|  |                  |

|  | Posidoniaceae                                                |
|  |                                                              |
|  | \| \| Ruppiaceae \| \| \| \| \| \| Cymodoceaceae \| \| \| \| |
|  |                                                              |
|  | Ruppiaceae                                                   |
|  |                                                              |
|  | Cymodoceaceae                                                |
|  |                                                              |

|  | Ruppiaceae    |
|  |               |
|  | Cymodoceaceae |
|  |               |

|  | Zosteraceae      |
|  |                  |
|  | Potamogetonaceae |
|  |                  |

|  | Posidoniaceae                                                |
|  |                                                              |
|  | \| \| Ruppiaceae \| \| \| \| \| \| Cymodoceaceae \| \| \| \| |
|  |                                                              |
|  | Ruppiaceae                                                   |
|  |                                                              |
|  | Cymodoceaceae                                                |
|  |                                                              |

|  | Ruppiaceae    |
|  |               |
|  | Cymodoceaceae |
|  |               |

|  | Zosteraceae      |
|  |                  |
|  | Potamogetonaceae |
|  |                  |

|  | Posidoniaceae                                                |
|  |                                                              |
|  | \| \| Ruppiaceae \| \| \| \| \| \| Cymodoceaceae \| \| \| \| |
|  |                                                              |
|  | Ruppiaceae                                                   |
|  |                                                              |
|  | Cymodoceaceae                                                |
|  |                                                              |

|  | Ruppiaceae    |
|  |               |
|  | Cymodoceaceae |
|  |               |

|  | Zosteraceae      |
|  |                  |
|  | Potamogetonaceae |
|  |                  |

|  | Posidoniaceae                                                |
|  |                                                              |
|  | \| \| Ruppiaceae \| \| \| \| \| \| Cymodoceaceae \| \| \| \| |
|  |                                                              |
|  | Ruppiaceae                                                   |
|  |                                                              |
|  | Cymodoceaceae                                                |
|  |                                                              |

|  | Ruppiaceae    |
|  |               |
|  | Cymodoceaceae |
|  |               |

|  | Zosteraceae      |
|  |                  |
|  | Potamogetonaceae |
|  |                  |

|  | Posidoniaceae                                                |
|  |                                                              |
|  | \| \| Ruppiaceae \| \| \| \| \| \| Cymodoceaceae \| \| \| \| |
|  |                                                              |
|  | Ruppiaceae                                                   |
|  |                                                              |
|  | Cymodoceaceae                                                |
|  |                                                              |

|  | Ruppiaceae    |
|  |               |
|  | Cymodoceaceae |
|  |               |

|  | Zosteraceae      |
|  |                  |
|  | Potamogetonaceae |
|  |                  |

|  | Posidoniaceae                                                |
|  |                                                              |
|  | \| \| Ruppiaceae \| \| \| \| \| \| Cymodoceaceae \| \| \| \| |
|  |                                                              |
|  | Ruppiaceae                                                   |
|  |                                                              |
|  | Cymodoceaceae                                                |
|  |                                                              |

|  | Ruppiaceae    |
|  |               |
|  | Cymodoceaceae |
|  |               |

|  | Zosteraceae      |
|  |                  |
|  | Potamogetonaceae |
|  |                  |

|  | Posidoniaceae                                                |
|  |                                                              |
|  | \| \| Ruppiaceae \| \| \| \| \| \| Cymodoceaceae \| \| \| \| |
|  |                                                              |
|  | Ruppiaceae                                                   |
|  |                                                              |
|  | Cymodoceaceae                                                |
|  |                                                              |

|  | Ruppiaceae    |
|  |               |
|  | Cymodoceaceae |
|  |               |

|  | Zosteraceae      |
|  |                  |
|  | Potamogetonaceae |
|  |                  |

|  | Posidoniaceae                                                |
|  |                                                              |
|  | \| \| Ruppiaceae \| \| \| \| \| \| Cymodoceaceae \| \| \| \| |
|  |                                                              |
|  | Ruppiaceae                                                   |
|  |                                                              |
|  | Cymodoceaceae                                                |
|  |                                                              |

|  | Ruppiaceae    |
|  |               |
|  | Cymodoceaceae |
|  |               |

|  | Zosteraceae      |
|  |                  |
|  | Potamogetonaceae |
|  |                  |

|  | Posidoniaceae                                                |
|  |                                                              |
|  | \| \| Ruppiaceae \| \| \| \| \| \| Cymodoceaceae \| \| \| \| |
|  |                                                              |
|  | Ruppiaceae                                                   |
|  |                                                              |
|  | Cymodoceaceae                                                |
|  |                                                              |

|  | Ruppiaceae    |
|  |               |
|  | Cymodoceaceae |
|  |               |

|  | Zosteraceae      |
|  |                  |
|  | Potamogetonaceae |
|  |                  |

|  | Posidoniaceae                                                |
|  |                                                              |
|  | \| \| Ruppiaceae \| \| \| \| \| \| Cymodoceaceae \| \| \| \| |
|  |                                                              |
|  | Ruppiaceae                                                   |
|  |                                                              |
|  | Cymodoceaceae                                                |
|  |                                                              |

|  | Ruppiaceae    |
|  |               |
|  | Cymodoceaceae |
|  |               |

|  | Zosteraceae      |
|  |                  |
|  | Potamogetonaceae |
|  |                  |